# Рамблер/почта
Рамблер/почта — бесплатный сервис электронной почты от компании Rambler Group. Запущен 1 августа 2000 года. Для автоматической фильтрации спама используется продукт — «RspamD», а также проверка на вирусы с помощью ClamAV.
Приложение доступно для платформ Apple iOS и Android

## Почта для домена
Владельцы собственных доменных имен могут интегрироваться с сервисом для просмотра корреспонденции в интерфейсе Рамблер.Почты.

## Особенности
- Объём почтового ящика 5120 МБ (5 ГБ).
- Можно просматривать прикреплённые к письму файлы прямо в интерфейсе Почты.